# Handball-Europameisterschaft 2008/Belarus
In diesem Artikel wird die belarussische Männer-Handballnationalmannschaft bei der Europameisterschaft 2008 in Norwegen behandelt.

## Qualifikation
→ Siehe Handball-Europameisterschaft 2008 

## Mannschaft

### Kader
| Nr.                           | Name                          | Verein                        | LS/Tore (vor EM)              | Spiele                        | Tore                          |                               | Zeitstrafen                   |                               |
| Torhüter (% gehaltener Bälle) | Torhüter (% gehaltener Bälle) | Torhüter (% gehaltener Bälle) | Torhüter (% gehaltener Bälle) | Torhüter (% gehaltener Bälle) | Torhüter (% gehaltener Bälle) | Torhüter (% gehaltener Bälle) | Torhüter (% gehaltener Bälle) | Torhüter (% gehaltener Bälle) |
| ----------------------------- | ----------------------------- | ----------------------------- | ----------------------------- | ----------------------------- | ----------------------------- | ----------------------------- | ----------------------------- | ----------------------------- |
| 1                             | Aljaxej Schuk                 | SKA Minsk                     | 38 / 0                        | -                             | -                             | -                             | -                             | -                             |
| 12                            | Vitali Feshchanka             | TSV Bayer Dormagen            | 69 / 0                        | 3                             | (24 %)                        | -                             | 1                             | -                             |
| 16                            | Andrej Krajnou                | Brest GK Meschkow             | 53 / 0                        | 3                             | (28 %)                        | -                             | -                             | -                             |
| Feldspieler                   |                               |                               |                               |                               |                               |                               |                               |                               |
| 2                             | Iwan Brouka                   | MT Melsungen                  | 66 / 268                      | 3                             | 17 / 6                        | 1                             | 1                             | -                             |
| 3                             | Aljaxej Wassiljeu             | SKA Minsk                     | 55 / 98                       | 3                             | 3                             | -                             | -                             | -                             |
| 4                             | Maksim Babitschau             | Arkatron Minsk                | 26 / 30                       | 3                             | 4                             | 3                             | 2                             | -                             |
| 5                             | Wassil Astrouski              | SKA Minsk                     | 57 / 172                      | 1                             | 1                             | 1                             | 2                             | -                             |
| 6                             | Barys Puchouski               | SKA Minsk                     | 24 / 91                       | 3                             | 23 / 1                        | -                             | -                             | -                             |
| 7                             | Uladsimer Klimawez            | Mascheka Minsk                | 59 / 115                      | 3                             | 2                             | -                             | -                             | -                             |
| 9                             | Jury Hramyka                  | Brest GK Meschkow             | 61 / 199                      | 3                             | 7                             | -                             | -                             | -                             |
| 10                            | Andrej Kurtschau              | MT Melsungen                  | 55 / 230                      | 3                             | 11 / 1                        | -                             | 3                             | 1                             |
| 11                            | Maxim Karschakewitsch         | Mascheka Minsk                | 46 / 104                      | 3                             | -                             | -                             | -                             | -                             |
| 13                            | Sjarhej Uboschanka            | SG Handball Westwien          | 83 / 205                      | 2                             | 1                             | -                             | 1                             | -                             |
| 15                            | Sjarhej Harbok                | Rhein-Neckar Löwen            | 31 / 132                      | 3                             | 9                             | -                             | 1                             | -                             |
| 17                            | Aljaxej Ussik                 | St. Otmar St. Gallen          | 60 / 230                      | 3                             | 5                             | 1                             | -                             | -                             |
| 19                            | Aljaxandr Zitou               | SKA Minsk                     | 8 / 11                        | 3                             | -                             | 2                             | 3                             | -                             |
|                               |                               | Gesamt                        | 791 / 1882                    | 3                             | 85 / 8                        | 8                             | 14                            | 1                             |
| Trainer/Betreuer              |                               |                               |                               |                               |                               |                               |                               |                               |
|                               | Spartak Mironowitsch          | SKA Minsk                     | Trainer                       |                               |                               |                               |                               |                               |
|                               | Aljaksandr Karschakewitsch    |                               | Co-Trainer                    |                               |                               |                               |                               |                               |

## Vorrundenspiele (Gruppe C)
In der Vorrunde trifft die belarussische Mannschaft auf Ungarn, Deutschland und Spanien.

### Deutschland 34:26 (16:13) Belarus
(17. Januar, in Bergen, Haukelandshallen)
DEU: Henning Fritz, Johannes Bitter – Markus Baur (7/5), Holger Glandorf (5), Andrej Klimovets (4), Dominik Klein (4), Florian Kehrmann (4), Pascal Hens (3), Torsten Jansen (2), Michael Kraus (2), Oleg Velyky (2), Christian Zeitz (1), Oliver Roggisch, Sebastian Preiß
BLR: Wital Feschtschanka, Andrej Krajnou – Barys Puchouski (10), Sjarhej Harbok (4), Aljaxej Ussik (4), Iwan Brouka (4/2), Uladsimer Klimawez (2), Maxim Babitschau (1), Aljaxej Wassiljeu (1), Maxim Karschakewitsch, Sjarhej Uboschanka, Jury Hramyka, Aljaxandr Zitou, Andrej Kurtschau

### Belarus 31:36 (15:18) Spanien
(19. Januar, in Bergen, Haukelandshallen)
BLR: Wital Feschtschanka, Andrej Krajnou – Barys Puchouski (8/1), Iwan Brouka (7/3), Andrej Kurtschau (4/1), Jury Hramyka (4), Sjarhej Harbok (2), Maxim Babitschau (2), Aljaxej Wassiljeu (2), Sjarhej Uboschanka (1), Aljaxej Ussik (1), Maxim Karschakewitsch, Uladsimer Klimawez, Aljaxandr Zitou
SPA: José Javier Hombrados, José Manuel Sierra – Albert Rocas (11/9), Alberto Entrerríos (9), Carlos Ruesga (3), Julen Aguinagalde (3), Mariano Ortega (3), José María Rodríguez (3), Raúl Entrerríos (2), Rubén Garabaya (1), Juan García (1), Asier Antonio, David Davis, Ion Belaustegui 

### Ungarn 31:26 (18:16) Belarus
(20. Januar, in Bergen, Haukelandshallen)
UNG: Nenad Puljezević, Nándor Fazekas – Gergő Iváncsik (9/4), László Nagy (9), Nikola Eklemović (4), Tamás Iváncsik (3), Gábor Császár (2), Gábor Grebenár (1), Balázs Laluska (1), Gyula Gál (1), Ferenc Ilyés (1), Tamás Mocsai, Szabolcs Zubai, Gábor Herbert
BLR: Wital Feschtschanka, Andrej Krajnou – Andrej Kurtschau (7), Iwan Brouka (6/1), Barys Puchouski (5), Sjarhej Harbok (3), Jury Hramyka (3), Maxim Babitschau (1), Wassil Astrouski (1), Maxim Karschakewitsch, Aljaxej Wassiljeu, Aljaxej Ussik, Uladsimer Klimawez, Aljaxandr Zitou